# Condado de Russell (Kentucky)
O Condado de Russell é um dos 120 condados do estado americano de Kentucky. A sede do condado é Jamestown, e sua maior cidade é Russell Springs. O condado possui uma área de 732 km² (dos quais 76 km² estão cobertos por água), uma população de 16 315 habitantes, e uma densidade populacional de 25 hab/km² (segundo o censo nacional de 2000). O condado foi fundado em 1826. O condado proíbe a venda de bebidas alcoólicas.